# Le « Detective Novel » et l'influence de la pensée scientifique
Le « Detective Novel » et l'influence de la pensée scientifique est une étude de Régis Messac sur les origines du roman policier, parue en 1929 à la librairie Honoré Champion.

## La thèse
C’est au phénomène sociologique que représente l'émergence du roman policier au XIXe siècle, à ses origines et aux raisons qui le déterminent que répond la thèse de Régis Messac, soutenue en décembre 1929.
Le detective novel  est un genre littéraire vivant, qui trouve ses lettres de noblesse dans la plus haute Antiquité. « L'enquête écrit Claude Amoz dans sa préface à l'édition 2011, y plonge ses racines, l’auteur va du proche au lointain, du connu à l'inconnu, du présent au passé. » La bibliographie embrasse les littératures grecque et latine, persane, française, anglo-saxonne, allemande, italienne…
Dans la galerie de détectives fondateurs on trouve Œdipe, et des auteurs comme Plutarque, Lucien de Samosate… Au XIXe siècle, de grands littérateurs sont à l’honneur : Poe et Conan Doyle d'abord, mais d'autres encore, comme Dumas, Balzac, Hugo, Gaboriau… Les figures de Vautrin et de Vidocq sont mises en valeur. Entre ces deux périodes, une multitude d'écrivains vient nourrir la recherche de l’auteur.
Le livre évoque avec le même enthousiasme, la Bible et le Talmud, les sources du récit voltairien, ou les dernières livraisons de Nick Carter. L’ouvrage fourmille de détails et d’exemples  curieux, comme ceux de l'action que peuvent exercer des forces collectives et anonymes sur l'œuvre littéraire.

## Commentaires
« Le postulat du Detective Novel, ajoute Claude Amoz, démontre avec fermeté que ce genre littéraire entretient un lien quasiment ontologique avec la pensée scientifique ». Pour Messac, le plus remarquable est le procédé de raisonnement que Conan Doyle appelle déduction, mais qu’il convient de désigner par le mot induction.
« Régis Messac est si bien passé de l'autre côté du décor, écrit René Lalou, qu'il peut montrer Ponson du Terrail amplifiant un thème baudelairien et Lautréamont imitant les trucs des feuilletonistes. »
Pour Claude Amoz, ce livre est tout sauf rébarbatif. Il se lit comme un roman. L'érudition et la rigueur emportent l'adhésion. Si moderne par le choix de son objet comme par sa conception, l’ouvrage est en même temps profondément classique, au sens le meilleur et le plus profond du terme. Régis Messac a le don de raconter les histoires sans jamais les déflorer. « Un bon roman policier, écrit-il, possède des qualités d'harmonie, d'organisation intérieure, d'équilibre, qui répondent à certains besoins de l'esprit. »

## Critique
- « Un gros volume aussi amusant que le meilleur detective novel. » Albert Dubeux, Revue des deux Mondes [3].

- « Il y a immensément à apprendre dans ce livre si méritoire. » Edmond locard, Revue internationale de criminalistique [4].

- « Ce volume s'adresse aux philosophes presque autant qu'aux historiens de la littérature. » Annales de l’Université de Paris [5].

- « On reste confondu en songeant à la somme de lectures que représente un ouvrage de ce genre. On n'en admire que plus sincèrement la clarté des analyses, l'intelligence des conclusions. Une souriante victoire de l'esprit sur sa matière. » René Lalou, la Quinzaine critique [6].

- « Partout où le roman policier est très en faveur, ce gros volume va faire autorité. » Abel Chevalley, Mercure de France [7].

- « Un auteur de romans policiers devrait faire de cet ouvrage son livre de chevet. » Aimé Lafont, Sud [8].

## Éditions
- Le « Detective Novel » et l'influence de la pensée scientifique, Paris, Honoré Champion, coll. « Bibliothèque de la Revue de littérature comparée » (no 59), 1929, 698 p.
- Le « Detective Novel » et l'influence de la pensée scientifique, reprint, Genève, Slatkine, 1975, 699 pages.
- Le « Detective Novel » et l'influence de la pensée scientifique  (préf. Claude Amoz, postface François Guérif, édition revue et annotée par Jean-Luc Buard, Hélène Chantemerle, Antoine Lonnet et Olivier Messac ; traductions complémentaires du latin et du grec par Antoine Lonnet, de l'allemand par Marie-Hélène Depétrini), Paris, Encrage, coll. « Travaux » (no 55), 2011, 588 p. (ISBN 978-2-251-74246-5, présentation en ligne).